# Vzduchová hmota
Vzduchové hmoty jsou velké objemy vzduchu s horizontálními rozměry 103 až 104 kilometrů, které se zformovaly pod vlivem radiačních, cirkulačních a geografických podmínek. Vertikální rozměry vzduchových hmot dosahují alespoň několika kilometrů, někdy se vzduchové hmoty rozprostírají až po tropopauzu.

## Klasifikace vzduchových hmot
Vzduchové hmoty se tradičně třídí podle termodynamických a geografických vlastností, které vyplývají ze způsobu jejich utváření a vzniku.

### Termodynamická klasifikace vzduchových hmot
Z termodynamického hlediska se vzduchové hmoty dělí na:
- teplé (stabilní, instabilní) – přesunují se nad studenější oblasti, kde se ochlazují,
- studené (stabilní, instabilní) – přesunují se nad teplejší oblasti, kde se oteplují,
- místní (stabilní, instabilní) – zachovává si své vlastnosti, ale zároveň může být relativně teplá nebo relativně studená vůči sousedním vzduchovým hmotám.

Vzduchové hmoty se přesunují ze svých ohnisek vzniku. Přesouvající se vzduchové hmoty se transformují, podle teplotního charakteru povrchu se mění jejich teplotní zvrstvení.

### Geografická klasifikace
Z geografického hlediska se vzduchové hmoty dělí na:
- arktické, resp. antarktické – rozprostírají se obvykle mezi 60° a 90° s. š.,
- polární, mírných šířek – rozprostírají se obvykle mezi 35° a 60° s. š.,
- tropické – rozprostírají se obvykle mezi 10° a 35° s. š.,
- ekvatoriální, rovníkové – rozprostírají se obvykle mezi 0° a 10° s. š.

Plošné rozměry vzduchových hmot odpovídají velkým částem moří a pevnin. Podle svého vzniku nad oceánem či nad pevninou jsou vzduchové hmoty nazývány oceánské (maritimní) či pevninské (kontinentální) a rozeznávají se:
- polární kontinentální vzduchové hmoty,
- polární maritimní vzduchové hmoty,
- arktické kontinentální vzduchové hmoty,
- arktické maritimní vzduchové hmoty,
- tropické kontinentální vzduchové hmoty,
- tropické maritimní vzduchové hmoty.

Arktický a polární vzduch je při povrchu víceméně totožný, liší se však se vzrůstající výškou.

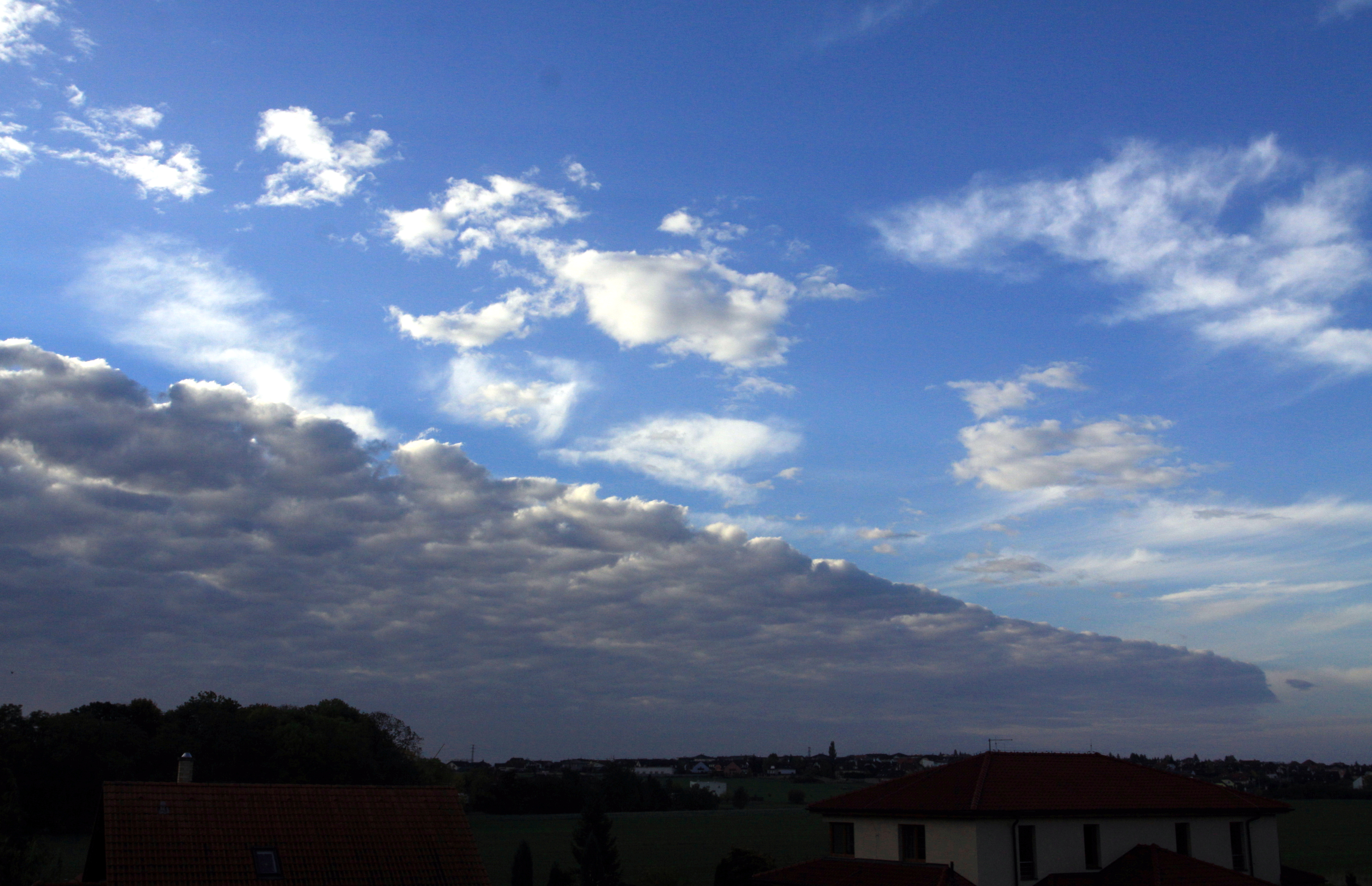
Frontální rozhraní dvou vzduchových mas, které se projevuje vznikem pásu oblačnosti. To je dáno tím, že jedna vzduchová masa je chladnější (levá část fotografie) než druhá, což způsobuje vznik oblačnosti.

Přechodná zóna může být mezi sousedními vzduchovými hmotami poměrně široká (200 až 500 kilometrů). Při velkých horizontálních teplotních gradientech vzniká frontální zóna.
Dvě sousedící hmoty se vzájemně mísí jen velice nepatrně, proto jedna či druhá nadzvedne sousední vzduchovou hmotu, přičemž mezi nimi vzniká frontální rozhraní. Při přechodu studené fronty je teplý vzduch nahrazen studeným, který se pod teplý vzduch vkliňuje, jelikož je hustější, u teplé fronty je tomu naopak.
Prvním, kdo systematicky studoval vzduchové hmoty, byl Robert FitzRoy.